# 설태호
설태호(薛泰湖, 1923년 5월 26일 ~ 2022년 7월 20일)은 대한민국의 영화감독, 영화제작자이다.

## 수상
- 1976년 제15회 대종상 영화제 수상
- 1993년 제4회 춘사국제영화제 수상

## 영화
- 1970년 <남대문 출신 용팔이>
- 1970년 <역전 출신 용팔이>
- 1986년 <LA 용팔이>